# Чебоксаровська сільська рада
Чебокса́ровська сільська рада (рос. Чебоксаровский сельский совет) — сільське поселення у складі Александровського району Оренбурзької області Росії.
Адміністративний центр — село Чебоксарово.

## Населення
Населення — 305 осіб (2019; 380 в 2010, 484 у 2002).

## Склад
До складу сільської ради входять:
| Населений пункт   | Населення, осіб (2002) | Населення, осіб (2010) |
| ----------------- | ---------------------- | ---------------------- |
| Стрілецьк, село   | 11                     | 0                      |
| Успенка, село     | 150                    | 85                     |
| Чебоксарово, село | 323                    | 295                    |